# イトハナビテンツキ
イトハナビテンツキ Bulbostylis densa (Wall.) Hand.-Maz. はカヤツリグサ科の植物の1つ。小柄な1年草で、茎の先に小穂をまばらに付ける。

## 特徴
小柄な1年生の草本。茎は糸状で長さ8～40cm。葉は根出状に出て、細くて糸状をしており、その幅は約0.3mmしかない。またその長さは茎よりも短い。

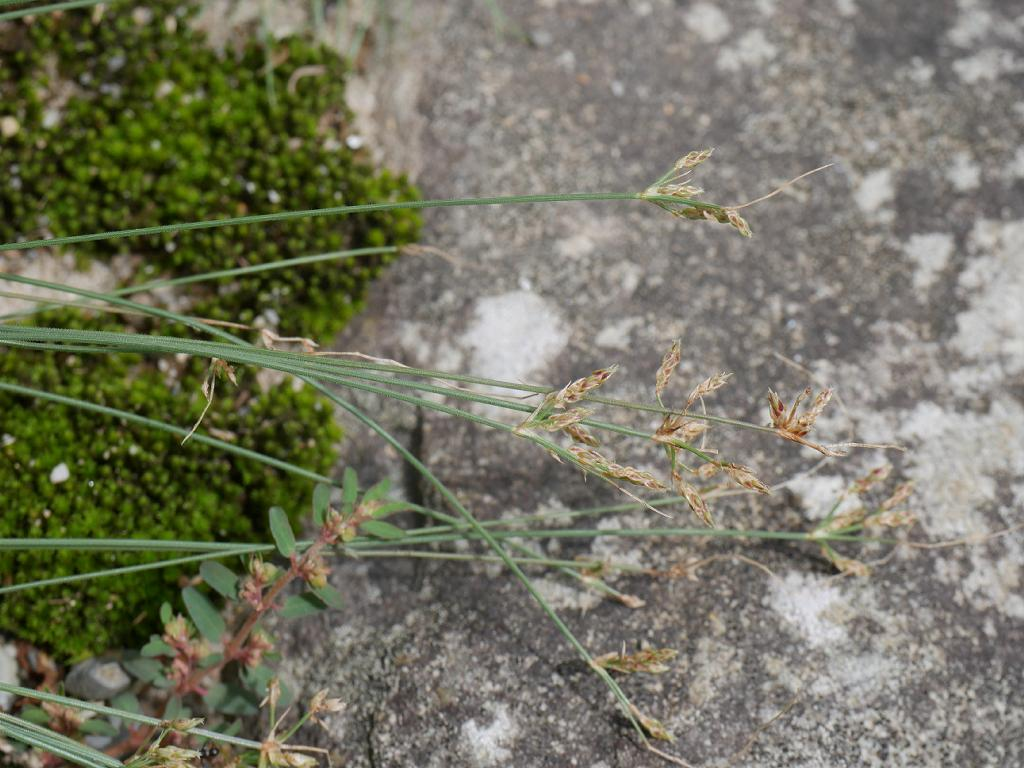
花序の部分

花序は茎の先端につき、あまり多くない数の小穂を散房状につけ、全体で長さ2～5cm程。茎の頂端につく小穂には柄がないが、そこから側面に出る小穂には柄がある。小穂は披針形で長さ約4mm。鱗片は螺旋に付き、卵形で長さ1.4mmほど、栗褐色で先端は多少鋭く尖る。果実は倒卵形で長さ0.7mm、断面は3稜形をしており、表面ははっきりしない横波状の皺がある。
和名は糸花火テンツキで、葉や茎が細く糸状であり、分枝した花序の様子が花火のようで、テンツキ属の植物に外見上は似ていることによる。

## 分布と生育環境
日本では北海道から九州までに見られ、国外では朝鮮半島、中国、台湾、およびインドに分布する。
平地の、日当たりのよい荒れ地、あるいは畑地などに生える。日当たりのよい路傍に生える。

## 近縁種など
本種の変種にイトテンツキ var. capitata があり、これは花序の柄が短くなって小穂が頭状に集まるものであるが、中間型も見られるという。ちなみにこの和名は糸テンツキで、基本変種と異なって花序が花火状にならないのでこれを除いた形である。ただしテンツキ属のイソテンツキ Fimbristylis pacifica の別名ともなっており、「注意が必要」である。基本変種の分布には琉球列島が含まれないが、本変種は石垣島から報告があるという。
本種の属するハタガヤ属は世界に約100種ほどが知られるが、日本ではもう1種、以下の種が知られるのみである。
- B. barbata ハタガヤ

この種は大きさや草姿、小穂の様子など本種と似ているが、小穂が頭状に集まる点が異なる。つまり変種のイトテンツキとはそっくりである。その場合の区別点は小穂の鱗片がこの種では明るいさび色で、対して本種では栗褐色とやや色濃いこと、鱗片の先端がこの種では芒状に突き出し、それに外向きに反りかえるのに対し、本種では鋭い形に尖っているだけで芒状にならない点が挙げられる。なお、このためにイトテンツキには別名としてクロハタガヤ、というのもある。
なお、外見的にはテンツキ属 Fimbristylis の小型のもの、ヒメヒラテンツキ F. autumnalis やオオアゼテンツキ F. bisumbellata などが紛らわしいが、テンツキ属のものはより湿った環境に出ることが多く、また花茎もそこまで細くなく、根出葉がもう少し目立つ例が多い。しかし決定的な区別は小穂の内部にあり、痩果の先端、柱頭の基部に小球状体があるかどうか、なければテンツキ属というものなので、具体的には雌蘂の付け根に小さなぽっちがあるかどうか探さねばならず、結構難しい。

## 利害
身近な雑草ではあるのだが、まず目につかない。匍匐枝も出さないのでさほど繁茂することもなく、無視されっぱなしになることが多い。